# الحدبة الهابطة (القطن)
'

تعديل مصدري - تعديل

الحدبة الهابطة هي إحدى قرى عزلة وادي سر بمديرية القطن التابعة لمحافظة حضرموت، بلغ تعداد سكانها 119 نسمة حسب تعداد اليمن لعام 2004.